# Паул Карер
Професор Паул Карер ФРС (Москва, 21. април 1889 — Цирих, 18. јун 1971) био је швајцарски хемичар из органске индустрије најпознатији по истраживању витамина. Он и Норман Хауорт добили су Нобелову награду за хемију 1937.
Карер је рођен у Москви, Русија, од Паула Карера и Јулије Лерч, двоје швајцарских држављана. 1892. године Карерова породица се вратила у Швајцарску где се школовао у Вилдегу и у гимназији у Лензбургу, Арау, где је матурирао 1908. Студирао је хемију на Универзитету у Цириху код Алфреда Вернера и након доктората 1911. провео је наредних годину дана као асистент на Хемијском институту. 1919. постао је професор хемије и директор Хемијског института.

## Истраживање
Карерова рана истраживања односила су се на сложена метална једињења, али његово најважније дело односило се на биљне пигменте, посебно на жуте каротеноиде . Утврдио је њихову хемијску структуру и показао да се неке од ових супстанци у телу трансформишу у витамин А. Његов рад довео је до успостављања тачне уставне формуле за бета-каротен, главну претечу витамина А први пут када је успостављена структура витамина или провитамина. Џорџ Волд је кратко радио у Кареровој лабораторији док је проучавао улогу витамина А у мрежњачи. Касније је Карер потврдио структуру аскорбинске киселине ( витамин Ц) и проширио своја истраживања на витамину Б 2 и Е. Његов важан допринос хемији флавина довео је до идентификације лактофлавина као дела комплекса за који се првобитно мислило да је витамин Б 2 .
Карер је објавио многе радове и добио је многе почасти и награде, укључујући Нобелову награду 1937. Његов уџбеник Lehrbuch der Organischen Chemie (Уџбеник органске хемије) објављен је 1927. године, прошао је тринаест издања и објављен је на седам језика.

## Лични живот
Карер је био ожењен Хеленом Фроелих 1914. године и имао је три сина, од којих је један умро у детињству.  Умро је 18. јуна 1971. у 82. години у Цириху . Његова супруга умрла је 1972. године.